# Militärverwaltung
Eine Militärverwaltung ist eine zivile Verwaltungsbehörde (Militärbehörde) von Streitkräften.

## Beispiele

### Historisch
- In der Preußischen Armee sorgten Intendanturen für Infrastruktur und Logistik.
- Österreich-Ungarn unterhielt eine Militärverwaltung in Serbien.
- Von November 1915 bis Juli 1918 unterstand ein Ober Ost genanntes Gebiet an der Ostfront dem Generalstab des Oberbefehlshabers Ost.
- Die Occupied Enemy Territory Administration (OETA) wurde nach dem Zusammenbruch des Osmanischen Reiches in der Levante errichtet und gemeinsam von Großbritannien und Frankreich verwaltet. Sie wurde an der Konferenz von Sanremo in das französisch dominierte Völkerbundmandat für Syrien und Libanon und das Britische Mandat über Palästina aufgeteilt.
- Im Zweiten Weltkrieg unterhielt die Wehrmacht Militärverwaltungen in den besetzten Gebieten, zum Beispiel im Baltikum, in Belgien und Frankreich, Italien, Serbien, Norwegen, Polen und Rumänien.

### Gegenwart
- Russland (und zuvor die Sowjetunion) hat seit dem 16. Jahrhundert eine Militärverwaltung.
- Die Bundeswehrverwaltung ist eine der größten Behörden in der Bundesrepublik Deutschland.